# Fairgrove (Michigan)
Fairgrove – wieś w Stanach Zjednoczonych, w stanie Michigan, w hrabstwie Tuscola.